# Čárka (interpunkce)
Čárka ( , ) je interpunkční znaménko a matematická značka.

## Interpunkční znaménko
Jako interpunkční znaménko se používá k oddělování jednotlivých vět v souvětí, částí rozvitých větných členů, vložených a osamostatněných částí vět (vsuvky, oslovení apod.). Její význam spočívá především v zpřehlednění složitějších větných konstrukcí. Často má i zásadní vliv na význam věty.
Pravidla používání čárky se v jednotlivých jazycích různou měrou liší.

### Historie
Čárka byla jedním z prvních interpunkčních znamének. Ve 3. století př. n. l. Aristofanés Byzantský vymyslel systém značek (distinctiones), které oddělovaly verše a naznačovaly množství dechu potřebného k dokončení každého úseku textu čteného nahlas. Použití se v té době neřídilo mluvnickými pravidly, ale tzv. pauzovým principem, který se používal i v následujících tisíciletích. Různé délky pauzy se označovaly tečkou ve spodní (krátká pauza: . ), střední ( · ) nebo horní (dlouhá pauza: ˙ ) části řádku.
Značka používaná v současnosti se vyvinula z šikmého lomítka (virgula suspensiva: / ), které se používalo od 13. do 17. století k vyznačení pauzy. V 16. století se virgula posunula do dolní části řádku a získala dnešní podobu ( , ).
Pauzový princip byl opuštěn během 18. a 19. století. Místo něj se začala uplatňovat pravidla respektující syntaxi vět.

### Čeština
V češtině se používání čárky řídí těmito pravidly:

#### Souvětí
Čárkou se oddělují:
1. souřadně spojené věty hlavní i vedlejší, nejsou-li spojeny spojkami a, i, ani, nebo, či s významem slučovacím;
  - Ráno jsem vstal, nasnídal jsem se a šel jsem do práce.
  - Ptal se, kdo to byl a co chtěl.
  - ale: Přijedeme v sobotu nebo v neděli.
2. věty podřazené od vět nadřazených.
  - Vím, že to není pravda.
  - Řekl, že se ještě ozve, a pak se rozloučil. – spojka a je použita ve významu slučovacím, čárka před ní odděluje předchozí vloženou podřazenou větu.

Čárka se klade i před spojky a, i, ani, nebo, či, mají-li jiný význam než slučovací (odporovací, stupňovací, vylučovací, důsledkový, vysvětlovací apod.). Čárka se proto píše před spojovacími výrazy a proto, a tudíž, a tak, a tedy, a sice, a to apod.
Vedoucí onemocněl, a proto byla dnešní porada zrušena.
Přijdu buď v sobotu, nebo v neděli.

#### Věta jednoduchá
Čárkou se oddělují složky několikanásobného větného členu, nejsou-li spojeny spojkami a, i, ani, nebo, či s významem prostě slučovacím. Jednotlivé složky takového několikanásobného větného členu mohou být přiřazeny k sobě bez spojek nebo spojeny různými spojovacími výrazy.
Postupně rozvíjející přívlastky se čárkou neoddělují.

#### Vložené a volně připojené výrazy
Čárkou se také zpravidla oddělují výrazy, které jsou do věty vloženy nebo jsou k ní volně připojeny. Jsou to zejména:
- volný přívlastek a přístavek;
- osamostatněný větný člen, který je ve větě zastoupen zájmenem;
- dodatkově připojený větný člen;
- vsuvky (mají-li však oslabenou větnou platnost, oddělovat se nemusejí);
- složitější infinitivní a přechodníkové konstrukce (volitelně);
- pozdrav;
- oslovení (vokativ);
- citoslovce.

### Typografie
Při typografickém zpracování textu (v tisku, na počítači, na psacím stroji apod.) se dodržují tyto zásady umístění čárky:
- Čárka se klade bezprostředně za předcházející slovo (bez mezery), mezi čárku a následující slovo se klade (jedna) mezera.

Správně:
pes, kočka
Nesprávně:
pes , kočka
pes ,kočka
pes,kočka
Výjimku tvoří zápis desetinných čísel, kde se mezera neklade: 3,14 (vizte Matematický symbol).
- Nikdy se čárka neklade na začátek řádku, vždy musí být na stejném řádku jako předcházející slovo (s nímž tvoří jeden celek).

Správně:
pes,
kočka
Nesprávně:
pes
, kočka

## Matematická značka
V mnoha evropských jazycích (včetně češtiny) se čárka používá jako desetinná čárka, která odděluje celou část čísla od desetinné části. Například 3,14 znamená „tři celé (a) čtrnáct (setin)“. V tomto kontextu se jedná o jediné číslo, nikoliv čísla dvě – 3 a 14.
Zejména v anglofonním prostředí se jako desetinná značka místo čárky používá tečka (3.14); ve frankofonním prostředí se používá čárka (3,14).